# Любарский, Яков Николаевич
Я́ков Никола́евич Люба́рский (7 июля 1929 года, Киев, СССР — 30 ноября 2003 года, Санкт-Петербург, Россия) — советский и российский филолог-византинист, доктор филологических наук.

## Биография
Яков Любарский родился в Киеве, откуда семья после его рождения переехала в Ленинград. Отец, Николай Яковлевич Любарский (1902—1963) — композитор и дирижёр, около 30 лет заведовал музыкальной частью Ленинградского Большого драматического театра, мать — учительница музыки.
Блокадные годы Яков Любарский провёл в эвакуации. В конце войны вернулся в Ленинград и продолжил занятия в средней школе, которую окончил с золотой медалью. Увлечение античностью привело его в 1946 году на классическое отделение филологического факультета Ленинградского государственного университета, где его учителями стали такие авторитетные учёные, как академик И. И. Толстой, профессора И. М. Тронский, О. М. Фрейденберг, С. Я. Лурье, Я. М. Боровский. В 1951 году Яков Любарский окончил университет, получив диплом с отличием по двум специальностям — «классическая филология» и «германская филология». Рекомендованный кафедрой в аспирантуру, он однако принят не был (причиной тому были «неподходящие» по тем временам анкетные данные). Несколько лет Любарский проработал учителем немецкого языка в вечерней школе.
В 1955 году жена Якова Любарского, тоже филолог, по окончании аспирантуры была направлена Министерством просвещения на кафедру русской и зарубежной литературы в педагогический институт города Великие Луки. На той же кафедре была предложена работа и Якову Любарскому. В течение последующих десяти лет он читал будущим учителям курсы античной и средневековой литературы, введения в литературоведение, теорию литературы, фольклора. Классическую филологию он однако не оставлял, постепенно переходя в своих штудиях от античности к более позднему периоду в истории Греции — Византии. В этой смене вектора решающую роль сыграл известный уже к тому времени византинист А. П. Каждан, также работавший некоторое время в Великолукском пединституте. Он стал другом-наставником Любарского, а византинистика на всю жизнь увлекла Любарского, став главной областью его научных интересов.
В 1964 году Яков Любарский защитил в МГПИ им. В. И. Ленина диссертацию кандидата исторических наук. Тема диссертации — «„Алексиада“ Анны Комниной как исторический источник», научный руководитель А. П. Каждан.
В 1965 году Яков Любарский прошёл по конкурсу на должность доцента на кафедру иностранных языков Ленинградского Высшего Военно-морского училища. Позднее он почти двадцать лет заведовал кафедрой иностранных языков Ленинградского сельскохозяйственного института, не оставляя при этом византинистику.
В 1977 году Любарский защитил в Ленинградском государственном университете диссертацию «Михаил Пселл. Личность и творчество», за которую ему была присуждена степень доктора филологических наук.
В 1970—1980 годы периодически привлекался к чтению лекций в Ленинградском университете, но лишь в 1990-е годы на фоне политических перемен в стране стал штатным профессором на отделении новогреческой филологии филологического факультета. Глубокие знания и любовь к предмету в сочетании с педагогическим опытом и присущим Любарскому умением живо, (как он выражался, «не надувая щек»), не пренебрегая остроумной шуткой, общаться со студентами, неизменно вызывали их уважение и симпатию. Между тем, к этому времени к нему уже давно пришло и международное признание, о чём свидетельствует количество стран, которые приглашают его к чтению лекций. Он участвует в международных византиноведческих конференциях, читает доклады и лекции в университетах Болгарии, Италии, Греции, Крита и Кипра, Англии, Испании, Германии, Дании, Швеции, Австралии. Как приглашенный исследователь он работал в Париже, Мюнстере (Германия), дважды в крупнейшем византиноведческом центре Дамбартон-Окс в Вашингтоне.
Яков Николаевич Любарский скоропостижно скончался 30 ноября 2003 года, похоронен под Санкт-Петербургом, в некрополе «Комарово», где покоятся останки Анны Ахматовой, Д. С. Лихачёва и многих других выдающихся деятелей литературы, искусства и науки.

## Научная деятельность
Первая публикация Якова Любарского в области византинистики — статья о критском поэте Стефане Сахликисе 1959 года. Через год её перевели и напечатали в Греции. Это был первый выход ученого на международную арену.
В 1965 году вышла в свет его книга «Алексиада» Анны Комниной — первый полный русский перевод повествования византийской принцессы о царствовании её отца — императора Алексея Комнина (1081—1118). Ставший как бы каноническим перевод издавался позднее ещё дважды. В предисловии к первому изданию «Алексиада» рассматривалась Любарским преимущественно как исторический источник, во втором издании предисловие было дополнено также его статьей-анализом художественной структуры произведения.
После «Алексиады» Яков Любарский обратился к изучению творчества Михаила Пселла. Результаты его многолетней работы по изучению творческого наследия этого знаменитого византийского философа, историографа, царского советника отражены помимо докторской диссертации в книге «Михаил Пселл. „Хронография“, перевод с греческого, предисловие, комментарии» и монографическом исследовании «Михаил Пселл. Личность и творчество. К истории византийского предгуманизма», а также почти в двух десятках статей, посвященных различным аспектам пселловского наследия. Цикл этих статей рассказывает об отношениях Пселла с его современниками, благодаря чему вырисовывается весьма широкая картина духовной, нравственной и бытовой жизни византийского общества XI века.
Идя наперекор сложившимся стереотипам, Яков Любарский заново открывает масштаб и значение Пселла, акцентируя при этом игнорируемое прежде художественное начало его творчества. Всесторонний подход к трудам Пселла даёт ученому основание включить Пселла в историю не только византийской, но и средневековой европейской литературы. Идеи об эволюции и специфике византийской историографии Яков Любарский развивает и далее (см., например, его статьи «Man in Byzantine Historiography from John Malala to Michail Psellos»; «Neue Tendenzen in der Erforschung der byzantinischen Historiographie»).
С этой позиции выступает ученый и в своей третьей книге «Продолжатель Феофана. Жизнеописания византийских царей» (1992), в которой перевод сопровождается большой статьей «Сочинение Продолжателя Феофана. Хроника, история, жизнеописания».
В трудах Якова Любарского рождается таким образом новая концепция византийской историографии, согласно которой она представляет собой не только собрание исторических свидетельств, но и художественный феномен. Это приводит учёного к мысли о возможности применять к изучению византийской литературы некоторые методы современного литературоведческого анализа. Эти идеи Якова Любарского получили широкий международный резонанс. Пример тому — представительная дискуссия о нарративных структурах, организованная журналом норвежских византинистов «Symbolae Osloenses», «зачинщиком» которой выступает Любарский.
Четвёртая книга Якова Любарского «Византийские историки и писатели» (1999) состоит из его статей, печатавшихся в России и заграницей и библиографии его работ. Во втором издании этой книги — работы, не вошедшие в первое, а также опубликованные уже посмертно, и полная библиография, в которой более 170 наименований.
Значение трудов Любарского в том, что его переводы, получившие высокую оценку специалистов, познакомили русскоязычного читателя с незнакомыми ему прежде текстами, а его исследования открыли новый ракурс во взглядах на византийскую литературу, стимулировали новое направление в её интерпретации и позволили шире и более непредубежденно взглянуть на Византию.